# Шина (футболист, 1982)
Жуа́н Пе́дру душ Са́нтуш Гонса́лвеш (порт. João Pedro dos Santos Gonçalves; род. 15 апреля 1982, Бежа) — португальский футболист, защитник. Известен под именем Шина (порт. China).

## Карьера
Начинал португалец свою карьеру в клубе «Фатима». Там футболист сыграл 23 матча. Следующими клубами футболиста были «Мая», «Навал» и «Белененсеш». Особенно удачно Шина играл в «Навале, где отыграл 84 встречи. 12 февраля 2009 года Шина подписал контракт с донецким «Металлургом». Контракт рассчитан на 2,5 года. По окончании контракта в июне 2013 года покинул клуб.

## Достижения
- Финалист Кубка Украины: 2011/12